# 1957 Angara
1957 Angara eller 1970 GF är en asteroid i huvudbältet som upptäcktes den 1 april 1970 av den ryska astronomen Ljudmjla Tjernych vid Krims astrofysiska observatorium på Krim. Den har fått sitt namn efter floden Angara.
Asteroiden har en diameter på ungefär 17 kilometer och den tillhör asteroidgruppen Eos.